# Tomasz Kaczor
Tomasz Kaczor (4 août 1989 à Poznań) est un céiste polonais pratiquant la course en ligne.

## Palmarès

### Jeux olympiques
- Jeux olympiques 2012 à Londres, (Royaume-Uni)
  - 9e en C2 1000 m

### Championnats d'Europe de canoë-kayak slalom
- 2011 à belgrade, (Serbie)
  - 4e en C1 1000 m